# Морская полиция: Спецотдел (сезон 18)
Восемнадцатый сезон американского полицейского телесериала «Морская полиция: Спецотдел» премьера которого состоялась на американском телеканале CBS 17 ноября 2020 года, а заключительная серия сезона вышла 25 мая 2021 года. Сезон будет продюсироваться студиями Belisarius Productions и CBS Television Studios.
Сериал о приключениях команды профессиональных спецагентов из специального подразделение федеральной службы США. Их миссия — расследовать преступления, которые каким-то образом связаны со военнослужащими ВМФ и Корпуса морской пехоты. Они раскрывают преступления, происходящие на флоте, либо с участием американских моряков или их семей.

## Сюжет
Специальный агент Лерой Джетро Гиббс руководит спецотделом морской полиции США. Он и его коллеги, специальные агенты Тимоти МакГи, Элли Бишоп, Ник Торрес, Джим Палмер, Кейси Хайнс, Дональд Маллард расследуют преступления разного уровня. Гиббс сам в прошлом морской пехотинец, поэтому знает всю специфику работы изнутри. Обладая тонким чутьем и врожденной интуицией, Гиббс смог и команду подобрать себе под стать. Все его агенты имеют большой опыт в расследовании особо тяжких преступлений и являются настоящими профессионалами своего дела. Отлично сработавшись, они превратились в сплоченную команду. Команда Гиббса расследует смерти моряков, ищет причины крушения военного самолёта, выводит на чистую воду доблестных офицеров, которые на самом деле оказываются хитрыми преступниками. Неоднократно отделению приходится ловить и международных преступников, занимающихся шпионажем и терроризмом. Часто агенты работают под прикрытием и рискуют собственной жизнью. Но ребятам не занимать мужества и решимости, ведь это их работа, которую они сами выбрали, а значит, обязаны выполнять качественно.
В предыдущем сезоне Гиббсу пришлось столкнуться с эмоциональными переживаниями, связанными с возвращением его названной дочери — Зивы Давид. Кроме того, несгибаемый командир и беспристрастный снайпер вынужден был выбирать между своими чувствами и долгом в ситуации с соседским мальчиком, мамой которого оказалась террористка.

## В ролях

### Основной состав
- Марк Хармон в роли Лероя Джетро Гиббса, специального уполномоченного агента МОРПОЛа, шефа команды в офисе Нави-Ярд в Вашингтоне.
- Шон Мюррей в роли Тимоти Макги, старшего полевого спецагента МОРПОЛа, второго в команде.
- Уилмер Вальдеррама в роли Николаса «Ника» Торреса, специального агента МОРПОЛа и бывшего тайного агента.
- Эмили Уикершем в роли Элеоноры «Элли» Бишоп, младшего полевого агента МОРПОЛа.
- Мария Белло в роли доктора Жаклин «Джек» Слоун, старшего резидента МОРПОЛа и судебного психолога[4].
- Брайан Дитцен в роли доктора Джимми Палмера, главного патологоанатома МОРПОЛа.
- Диона Ризоновер в роли Кейси Хайнс, научного и судебного эксперта МОРПОЛа.
- Рокки Кэрролл в роли Леона Вэнса, директора МОРПОЛа.

### Второстепенный состав
- Джо Спано в роли Тобиаса Форнелла[5]
- Дэвид МакКаллум — доктор Дональд «Даки» Маллард, историк МОРПОЛа и экс-главный медицинский эксперт.
- Пэм Доубер в роли Марси Уоррен, журналистки-расследователя.
- Катрина Ло в роли Джессики Найт, специального агента команды NCIS REACT.

### Гостевой состав
- Шон Хармон в роли молодого Гиббса
- Адам Кэмпбелл в роли молодого «Даки»[6]
- Джульетта Анджело[нидерл.] в роли Эмили Форнелл, дочери Тобиаса Форнелла
- Марго Харшман в роли Далилы Филдинг-МакГи, аналитика разведки Министерства Обороны и жены МакГи

## Эпизоды
| № общий | № в сезоне | Название                                              | Режиссёр          | Автор сценария                                        | Дата премьеры  | Произв. код | Зрители в США (млн) |
| --- | ---------- | ----------------------------------------------------- | ----------------- | ----------------------------------------------------- | -------------- | ----------- | ------------------- |
| 399 | 1          | «Sturgeon Season» «Осетровый сезон»                   | Майкл Цинберг     | Скотт Уильямс                                         | 17 ноября 2020 | 1801        | 10.35               |
| В начале эпизода Гиббс стреляет Макги в ногу и руку в марте 2020 года (эпизод «Голова змеи») неясным за пределами эпизода причинам, относящимся к хвостовой части реактивного самолёта. Гиббс и Форнелл пытаются выследить главаря наркобизнеса, который поставлял наркотики на улицы, которые чуть не убили дочь Форнелла, Эмили. В то же время команда занимается делом о пропавшем из морга морской полиции теле умершего, слегка безумного бывшего офицера. И в конечном итоге выяснилось, что агент Тайлер была вынуждена украсть труп из-за того, что её дочь была похищена и удерживалась в заложниках. Палмер едва выжил после взрыва бомбы в автомобиле вскоре после концерта (эпизод «Музыкальные стулья»). Это продолжение сюжета 8-й серии 17-го сезона и ещё более ранней 24-й серии 16-го. |            |                                                       |                   |                                                       |                |             |                     |
| 400 | 2          | «Everything Starts Somewhere» «Всё где-то начинается» | Терренс О'Хара    | Стивен Д. Биндер                                      | 24 ноября 2020 | 1802        | 10.15               |
| Обнаружение мертвого тела в подвале штаб-квартиры морской полиции связано с бандгруппой, с которой Гиббса связывает расследование из своего прошлого. Это дело из общего прошлого Гиббса и Даки Малларда 40-летней давности, когда они ещё не работали в NCIS и только познакомились. Воспоминания показывают, как Гиббс был представлен Даки и агентству. Эпизод заканчивается тем, что Гиббс принимает приглашения от команды пойти выпить. |            |                                                       |                   |                                                       |                |             |                     |
| 401 | 3          | «Blood And Treasure» «Кровь и сокровища»              | Диана Валентайн   | Кристофер Дж. Уайлд                                   | 8 декабря 2020 | 1803        | 8.53                |
| Обнаружение двух мертвых тел в лесу приводит команду морской полиции к расследованию убийства связанному с многолетней охотой за сокровищами. Команда расследует это дело, погрузившись в дикий мир охоты за сокровищами, приходя в себя после ночного пьянства. Кроме того, Гиббс и Форнелл углубляются в свое тайное расследование в отношении опиумного наркобизнеса. Форнелл работает под прикрытием в качестве сотрудника ресторана быстрого питания. |            |                                                       |                   |                                                       |                |             |                     |
| 402 | 4          | «Sunburn» «Солнечный ожог»                            | Роки Кэрролл      | Марко Шнабель                                         | 19 января 2021 | 1804        | 9.63                |
| Отпуск Макги и его жены Далилы (Марго Харшман) на Багамах превращается в миссию с высокими ставками, когда Морская полиция выслеживает связи с островом, мертвого менеджера квест-комнаты "Побег из сумасшедшего дома". Кроме того, Гиббс опасается худшего, когда его поиски Форнелла приводят к следам крови в его квартире. |            |                                                       |                   |                                                       |                |             |                     |
| 403 | 5          | «Head of the Snake» «Голова змеи»                     | Тауния Маккирнан  | Дэвид Дж. Норт & Брендан Феили                        | 19 января 2021 | 1805        | 8.74                |
| Крестовый поход Гиббса и Форнелла по поиску главы наркокартеля, ответственного за передозировку Эмили, подходит к кульминации. Кроме того, Гиббс и Вэнс наконец-то допустили команду в дело, которое имеет опасные последствия. Бишоп похищают бандиты. Гиббс в конце эпизода, стреляет МакГи в ногу и руку, что бы спасти его от гибели. |            |                                                       |                   |                                                       |                |             |                     |
| 404 | 6          | «1mm» «Один миллиметр»                                | Диана Валентайн   | Джина Люсита Монреаль                                 | 26 января 2021 | 1806        | 10.02               |
| Следуя наводке о контрабандном оружии, Бишоп и Торрес вступают в перестрелку в бывшей резиденции шерифа, которая теперь является историческим местом. В процессе перестрелки они оказываются запертыми в заброшенных тюремных камерах. Гиббс и МакГи в конце концов говорят по душам о том почему Гиббсу пришлось стрелять в предыдущем эпизоде "Голова змеи". |            |                                                       |                   |                                                       |                |             |                     |
| 405 | 7          | «The First Day» «Первый день»                         | Джеймс Уитмор мл. | Маргарет Роуз Лестер                                  | 9 февраля 2021 | 1807        | 9.74                |
| В то время как команда расследует убийство офицера ВМС, который был убит во время поездки, везя домой недавно освобожденного заключенного, Палмер скорбит о потере своей жены Брины из-за COVID-19. Гиббс помогает Палмеру справиться с личной травмой. Кроме того, Слоун доверяет Гиббсу, что она "готова к переменам", намекая, что может покинуть команду. |            |                                                       |                   |                                                       |                |             |                     |
| 406 | 8          | «True Believer» «Истинно верующий»                    | Терренс О'Хара    | Джилл Вайнбергер                                      | 2 марта 2021   | 1808        | 9.60                |
| "Слоан", "Морпол" написано на заброшенном школьном автобусе в Афганистане, в котором находились девочки, предположительно похищенные талибами. В Морской полиции Слоан признается Гиббсу, что хочет принять предложение о доме в Коста-Рике. Их разговор прерывает Вэнс, который дает им зеленый свет на поиски пропавших девушек в Афганистане. Тем временем остальная команда пытается определить, кто убил "хактивиста", подозреваемого в предоставлении GPS-координат автобуса талибам. В Афганистане Слоан вновь встречается с Дари, женщиной, которая помогала Слоан во время ее прошлого мучительного пребывания там. Смерть Дари от рук террористов - последняя капля для эмоционально истощенной Слоан, стресс от того, что один плохой парень занимает место другого, накапливался с течением времени. После спасения девочек Слоан озвучивает свое намерение остаться в Афганистане, чтобы помочь другим молодым девушкам, попавшим в аналогичное затруднительное положение, и делится прощальным поцелуем с Гиббсом. |            |                                                       |                   |                                                       |                |             |                     |
| 407 | 9          | «Winter Chill» «Зимний холод»                         | Майкл Цинберг     | Скотт Уильямс                                         | 9 марта 2021   | 1809        | 9.77                |
| Когда офицера ВМС находят мертвым в морозильном грузовике, команда ныряет в конкурентный мир фудтраков и застревает в середине битвы между двумя конкурирующими хозяевами грузовиков для продажи еды. Тем временем, после ухода Слоана из Морской полиции, Гиббс утешает Форнелла, когда его дочь Эмили неожиданно умирает от рецидива наркомании. |            |                                                       |                   |                                                       |                |             |                     |
| 408 | 10         | «Watchdog» «Сторожевой пес»                           | Диана Валентайн   | Дэвид Дж. Норт & Брендан Феили                        | 16 марта 2021  | 1810        | 9.98                |
| Морская полиция раскрывает секретный ринг собачьих боев, который приводит к неожиданному шагу одного из членов команды. Гиббс сорвался увидев трупы собак и избил виновника. Гиббса отстраняют бессрочно за нападение на Стану, мучителя животных. |            |                                                       |                   |                                                       |                |             |                     |
| 409 | 11         | «Gut Punch» «Доверься интуиции»                       | Роки Кэрролл      | Кристофер Дж. Уэйлд                                   | 6 апреля 2021  | 1811        | 10.26               |
| В качестве наказания за свои действия в деле против Гиббса команда назначается карантинными офицерами по COVID при проведении мероприятия, которое министерство обороны проводит совместно с йеменским правительством, в то время как агенты ночной смены возглавляют расследование убийства. Макги, Бишоп и Торрес обнаруживают связь между этим делом и мероприятием министра обороны, а позже вынуждены вмешаться, когда узнают, что министр стал мишенью киллера. Тем временем Гиббса встречает в закусочной репортер-расследователь Марси Уоррен (Пэм Доубер, настоящая супруга Хармона) и неохотно рассказывает ей правду о своей конфронтации со Станой. Вэнс посещает Гиббса и говорит ему, что с этой историей на публику, на этот раз он не может спасти его от последствий. |            |                                                       |                   |                                                       |                |             |                     |
| 410 | 12         | «Sangre» «Кровные узы»                                | Джеймс Уитмор мл. | Марко Шнабель                                         | 27 апреля 2021 | 1812        | 8.56                |
| Улика от ножевого ранения сержанта морской пехоты приводит Торреса к встрече с его отцом, Мигелем, который ушел из семьи, когда он был ребенком. Главный подозреваемый, Мигель Торрес работает на ЦРУ. Тем временем Гиббс пользуется возможностью заняться домашними делами, будучи отстраненным от работы в агентстве. |            |                                                       |                   |                                                       |                |             |                     |
| 411 | 13         | «Misconduct» «Проступок»                              | Тауния Маккирнан  | Дэвид Дж. Норт & Маргарет Роуз Лестер & Брендан Феили | 4 мая 2021     | 1813        | 9.70                |
| Во время езды на велосипеде с другом главстаршина погиб в результате наезда автомобиля. Команда приходит к выводу, что предполагаемой целью был не он ,его друг, поскольку он был бухгалтером, готовым дать показания против Паркера Джеймса, финансового консультанта, укравшего миллионы клиентов-моряков, и обвиняемого в схеме Понци. Позже команда находит свидетеля мертвым, и хотя Гиббс готовится дать показания против Джеймса, прокурор неохотно разрешает дать ему показания из-за его отстранения от службы в Морской полиции. Адвокат Джеймса подвергает сомнению доверие Гиббса, и присяжные признают подсудимого невиновным. Однако команда находит улики и может арестовать его и его бывшую жену за то, что они заказали убийство своего бухгалтера. |            |                                                       |                   |                                                       |                |             |                     |
| 412 | 14         | «Unseen Improvements» «Невидимые улучшения»           | Диана Валентайн   | Стивен Д. Биндер & Скотт Уильямс                      | 11 мая 2021    | 1814        | 8.94                |
| В ходе расследования убийства капитана в Национальном военном командном центре Морская полиция отслеживает украденный Хасаном Сайегхи ноутбук, дяди молодого мальчика Финеса, бывшего соседа Гиббса. Хассан искал ноутбук капитана, чтобы взломать историю дел Морской полиции, что бы добраться до Финеса. Команда арестовывает Хассана, но не раньше, чем он расскажет, что его собственному сыну нужна пересадка костного мозга, на которую Финес соглашается добровольно. Гиббс позволяет Финесу забрать собаку Люси к себе домой. Торрес и Бишоп соглашаются обсудить свои очевидные чувства друг к другу после их допроса Палмером и Кейси. |            |                                                       |                   |                                                       |                |             |                     |
| 413 | 15         | «Blown Away» «Поражение»                              | Майкл Цинберг     | Марко Шнабель & Кристофер Дж. Уэйлд                   | 18 мая 2021    | 1815        | 8.73                |
| Агент Морской полиции Джессика Найт (Катрина Ло) успешно справляется с ситуацией с заложниками, но затем взрыв убивает ее команду - Региональную группы подготовки силовых действий Морской пехоты (REACT). Найт присоединяется к расследованию, которое приводит к открытию, что команда REACT все это время была целью. Джессика помогает раскрыть это дело, используя свой высокотехнологичный бронежилет. Тем временем Гиббс и Марси Уоррен расследуют нераскрытое дело. |            |                                                       |                   |                                                       |                |             |                     |
| 414 | 16         | «Rule 91» «Правило 91»                                | Диана Валентайн   | Дэвид Дж. Норт & Брендан Феили                        | 25 мая 2021    | 1816        | 8.96                |
| Преследуя опасного торговца оружием, команда приходит в шок, когда Бишоп оказывается замешанным в старой утечке информации АНБ. Макги и Найт пытаются доказать ее невиновность, но в конечном итоге Бишоп раскрывает своё соучастие и уходит. Торрес понимает, что это спланированный маневр, Бишоп намеренно раскрыла себя как соучастника утечки конфиденциального файла АНБ, чтобы она могла уйти под прикрытие в качестве «опального агента Морской полиции», работая на агента ЦРУ Одетту (контакт Зивы Давид). После напряженного спора между ними, Бишоп уходит, послав Торресу прощальный поцелуй, сказав, что она уедет надолго. Тем временем Гиббс и Марси понимают, что убийца, которого они выслеживают, может выйти на них. Эпизод заканчивается тем, что недавно построенная лодка Гиббса, названная «Правило 91», взрывается, и Гиббс плывет от обломков. |            |                                                       |                   |                                                       |                |             |                     |

## Производство

### Разработка
Сериал получил продление на восемнадцатый сезон 6 мая 2020 года. 3 июня 2020 года Стивен Д. Биндер объявил, что сценаристы приступили к работе над сезоном.
12 августа 2020 года было объявлено, что телевизионная студия CBS подписала соглашение с консультативной группой правоохранительных органов 21CP Solutions, чтобы консультироваться по своим криминальным и юридическим драмам, в которые входит Морская полиция. Решения 21CP Solutions помогут сериалу более точно изобразить правоохранительные органы; это произошло после протестов из-за смерти Джорджа Флойда, которые заставили телевизионную индустрию переосмыслить свое изображение правоохранительных органов.
21 сентября 2020 года было объявлено, что сезон начнется с исследования того, куда исчез Гиббс, сыгранный звездой сериала Марком Хармоном во время эпизода «Музыкальные стулья» из предыдущего сезона, прежде чем вернуться в сегодняшний день Премьера сезона состоится 17 ноября 2020 года на американском телеканале CBS. Из-за пандемии COVID-19 количество эпизодов в данном сезоне составит шестнадцать.

### Съемки
Из-за COVID-19 съемки начались не в июле 2020 года, как обычно. Запланированный двадцать первый эпизод семнадцатого сезона, который был отложен из-за закрытия производства в связи с пандемией COVID-19, должен стать первым эпизодом, снятым в восемнадцатом сезоне. Запланированный двадцать второй эпизод семнадцатого сезона, который должен был стать 400-м эпизодом сериала, будет снят и показан вторым, что сохранит его как 400-й юбилейный эпизод. Съемки стартовали на территории Лос-Анджелеса 9 сентября 2020 года.

### Кастинг
6 мая 2020 года было объявлено, что Хармон заключил новый контракт с телевизионной студией Си-Би-Эс.
24 июля стало известно что сериал покидает Мария Белло и появится в восьми эпизодах, чтобы завершить сюжетную линию своего персонажа.
9 сентября 2020 года было объявлено, что сын Марка Хармона, Шон, вернется во втором эпизоде в качестве более молодой версии персонажа своего отца. 21 октября 2020 года было объявлено, что Адам Кэмпбелл также вернется во втором эпизоде, как более молодая версия Даки.В марте 2021 года Катрина Ло получила роль Джессики Найт. Ло появится в последних двух эпизодах сезона с потенциалом стать регулярным персонажем, если сериал будет продлен на девятнадцатый сезон. 26 мая 2021 года было подтверждено, что Эмили Уикершем покинет сериал спустя 8 лет.

### Релиз
Премьера сезона намечена на 2020-21 телевизионный сезон в рамках вторничной линейки CBS с сериалами ФБР и FBI: Most Wanted. 26 августа 2020 года было объявлено, что CBS надеется начать показ сезона в ноябре 2020 года. 13 октября 2020 года было объявлено, что премьера сезона состоится 17 ноября 2020 года.